# خوان کارلوس اونگانیا
خوان کارلوس اونگانیا (انگلیسی: Juan Carlos Onganía; زاده ۱۷ مارس ۱۹۱۴ – درگذشته ۸ ژوئن ۱۹۹۵) سیاستمدار اهل آرژانتین بود.